# Dragon Ball Z: Budokai Tenkaichi 3
 (septembre 2017).
Si vous disposez d'ouvrages ou d'articles de référence ou si vous connaissez des sites web de qualité traitant du thème abordé ici, merci de compléter l'article en donnant les références utiles à sa vérifiabilité et en les liant à la section « Notes et références ».
Dragon Ball Z: Budokai Tenkaichi 3 (ドラゴンボールZ Sparking! METEOR, Doragon bōru zetto: Supākingu! Meteor, littéralement « Dragon Ball Z: Étincelle ! Météore ») est un jeu vidéo de combat, édité par Atari Inc. et Namco Bandai Games et développé par Spike sur l'univers de Dragon Ball Z. Il est disponible depuis 2008 sur PlayStation 2 et Wii.
Cet opus fait suite à Dragon Ball Z: Budokai Tenkaichi 2 sorti sur les mêmes supports en 2006 et 2007.
Ainsi, plus de 160 personnages (transformations comprises) sont jouables dans une sélection de trente arènes disponibles dont certaines sont disponibles en trois versions : jour, soir et nuit. Dans certaines arènes, la nuit permet aux Saiyans ayants leurs queues d'utiliser la lune pour se transformer en singes géants. Certains utilisent une lune artificielle qu'ils créeront eux-mêmes comme Vegeta, Thalès et le roi Vegeta.

## Modes de jeu

### Scénario
Le mode « Scénario » propose plusieurs séries de combats semi-scriptés, reprenant les principaux moments forts des sagas Dragon Ball, Dragon Ball Z et Dragon Ball GT.
- La saga Saiyens permet de combattre Raditz, puis Nappa et enfin Vegeta.
- La saga Freezer entraîne le joueur sur la planète Namek, où il devra affronter les troupes de Freezer (le commando Guinue), puis le tyran lui-même. Dans la deuxième partie, le joueur est Freezer et doit combattre Krilin, Piccolo, Son Gohan et Vegeta avec les diverses transformations du tyran, puis lors des deux dernières parties, le joueur incarne Son Goku pour battre définitivement Freezer.
- La saga Cyborgs met le joueur aux prises avec les androïdes du Docteur Gero puis avec Cell et ses diverses transformations.
- La saga Boo retrace les multiples combats de Son Goku et ses amis contre la créature maléfique Boo.
- La saga Spéciale regroupe les meilleurs combats des films et OAV Dragon Ball Z, notamment ceux impliquant Cooler, C-13, Broly, Bojack ou encore Janemba.
- La saga Dragon Ball GT résume l'anime GT, avec entre autres les combats contre Baby (Dragon Ball GT), Super C-17 et Li Shenron.
- La saga Dragon Ball reprend quant à elle certains passages du manga Dragon Ball. On y retrouve par exemple Nam, Aralé, Tao Pai Pai et le Commandant Blue.
- Enfin, la saga alternative propose plusieurs combats originaux, versions alternatives de ceux présentés dans le manga.

### Combat ultime
Le mode « Combat ultime » regroupe en fait plusieurs modes de jeu différents :
- Le mode « Dragon Sim » succède les phases d'entraînements et les phases de combat, le but étant de vaincre le plus d'adversaires possibles.
- Le mode « Mission 100 » propose d'affronter différentes équipes d'adversaires tout en essayant d'obtenir le meilleur score possible.
- Le mode « Survie » propose d'affronter 50 guerriers très puissants sans mourir.
- Le mode « Fusion de disque » propose de revivre les Combats ultimes de Dragon Ball Z: Budokai Tenkaichi et Dragon Ball Z: Budokai Tenkaichi 2.

### Tour du monde
Le mode « Tour du monde » propose un ensemble de 5 tournois, jouables seuls (Tour du Monde ouvert à une plage horaire spécifique) ou à deux ou plus (libre). Ils sont jouables au niveau 1-2-3.
- Le « Championnat »
- Le « Grand tournoi »
- Le « Cell Game »
- Le « Tournoi de l'au-delà »
- Le « Tournoi de Yamcha »

### Duel
Le mode « Duel » permet d'affronter l'ordinateur ou un second joueur dans des combats paramétrables, en un-contre-un ou en équipes.

### Evolution Z
Le mode « Evolution Z » permet, grâce aux Points Z gagnés dans les autres modes de jeu, d'améliorer ses personnages et d'acheter des Artefacts Z, qui confèrent différentes capacités aux combattants qui en sont équipés.
Mais il reste bien difficile de modifier certains personnages.

### Entraînement
Le mode « Entraînement » permet d'apprendre les techniques de base et avancées du jeu, et d'expérimenter librement les attaques des différents personnages

### Données
Le mode « Données » permet de sauvegarder ses guerriers les plus puissants grâce à un système de mots de passe. Il est ainsi possible d'échanger des personnages avec d'autres joueurs, en leur donnant les mots de passe.
Ce mode permet également de visionner les replays de combats enregistrés par le joueur.

### Bio personnage
Enfin, le mode « Bio personnages » propose une encyclopédie de tous les personnages jouables. Chaque combattant possède ainsi sa fiche, avec un court historique, un enregistrement de voix, des commentaires de Chichi et une galerie de costumes.

## Spécificités selon la console
La version Wii profite de la détection de mouvements pour des combats plus immersifs, ainsi que d'un mode Online sujet à un énorme lag, rendant la partie injouable.
La version PlayStation 2 offre quant à elle aux possesseurs des précédents opus deux modes de jeu bonus, grâce au Disc Fusion system. Ainsi, inséré dans la console le disque de Dragon Ball Z: Budokai Tenkaichi permet d'accéder au mode Ranking Battle, tandis que le disque de Dragon Ball Z: Budokai Tenkaichi 2 débloque le mode Course Battle.

## Les personnages jouables
Atari Inc. a confirmé la distribution européenne de l'opus, s'exprimant via Emily Anadu : « Atari est très excité d'offrir l'ultime chapitre de la série Budokai Tenkaichi, avec plus de vingt personnages qui ne sont jamais apparus dans d'autres épisodes tels que Nail, le roi Cold, roi Vegeta et Nuova Sheron. Chaque année, les développeurs affinent le jeu pour apporter le sentiment de créer soi-même le spectacle. »
Lors du lancement d'une nouvelle partie, sans avoir fait aucun « Scénario », « Fusion Z » ou « Tournoi », seulement trente-six personnages sont disponibles pour faire des combats entre amis. Une fois les scénarios terminés à 100 % , cent vingt-six personnages sont jouables et une fois les « Fusion Z », « Tournoi », etc. effectués à 100 %, cent cinquante personnages sont jouables et cent quatre-vingt-six en prenant en compte les différentes formes de chacun.

### Anciens personnages
Tous les personnages déjà présents dans Dragon Ball Z: Budokai Tenkaichi 2 sont jouables, y compris les six personnages exclusifs à l'édition Wii de ce dernier.

### Nouveaux personnages
- Roi Vegeta (normal, singe géant)
- Roi Cold
- Nail
- Son Goku (début)
- Son Goku (milieu) (normal, Super Saiyan)
- Son Goku (Dragon Ball GT) (normal, Super Saiyan, Super Saiyan 3, Super Saiyan 4)
- Gogéta (Super Saiyan 4)
- Piccolo (fin)
- Son Gohan (futur) (normal, Super Saiyan)
- Démon Piccolo
- Babidi
- Yakon
- Spopovitch
- Yajirobé
- Suu Shenron appelé Nuova Shenron dans la version française du jeu
- Docteur Willow
- Franky
- Sélipa appelée Fasha dans la version française du jeu (normale, singe géant)
- Tambourine
- Chichi (enfant)
- Nam
- Aralé Norimaki (Dr Slump)
- Commandant Bleu

## Musique

### Musique d'animation
Les musiques de la version européenne sont les mêmes que celles de la version américaine du jeu, et non les originales de la version japonaise. Hironobu Kageyama (le chanteur des deux génériques de début de Dragon Ball Z) interprète une nouvelle chanson, Super Survivor, pour l'introduction du jeu qui est présente dans la version européenne.

### Sonorisation
À l'instar de l'épisode précédent, Dragon Ball Z: Budokai Tenkaichi 3 dispose de pièces musicales tirées directement des différentes séries télévisées dans leur version japonaise originale. Néanmoins, pour la version américaine et européenne du jeu, de nouvelles compositions musicales ont remplacé les musiques originales :
1. The Meteor
2. Vital Burner
3. Innocent World
4. After the Fire
5. Sweet Vibration
6. Survive
7. Heat Capacity
8. Overture
9. Shine
10. Power of Scale
11. Edge of Spirit
12. Caution
13. Menace
14. Hot Soul
15. Hot and Scream
16. Shootout in Meteor
17. Dynamite Battle
18. Burnin' Up
19. Wild Rush
20. Evolution

## Les arènes
- Arène du championnat des arts martiaux
- Désert de Yamcha (jour, soir, nuit)
- Tour du Muscle
- Namek (planète, agonisant)
- Capital City (ville, en ruines)
- Terre dévastée
- Mont Paozu
- Enfer de Janemba
- Village Pingouin
- Espace
- Sanctuaire du Tout-Puissant
- Salle de l'esprit et du temps
- Tournoi de Cell (jour, midi)
- Royaume de Kaio Shin

## Edition Collector
Le jeu est également disponible le jour de sa sortie dans une édition collector, présentée dans un coffret réalisé pour l'occasion.
Il contient, en plus du jeu, un poster représentant tous les personnages jouables, ainsi qu'un artbook d'une cinquantaine de pages, contenant entre autres des croquis préparatoires du jeu...